# Liste der Kulturdenkmäler in Kalkofen (Pfalz)
In der Liste der Kulturdenkmäler in Kalkofen sind alle Kulturdenkmäler der rheinland-pfälzischen Ortsgemeinde Kalkofen aufgeführt. Grundlage ist die Denkmalliste des Landes Rheinland-Pfalz (Stand: 27. November 2018).

## Einzeldenkmäler
| Bezeichnung            | Lage                                     | Baujahr | Beschreibung                                                                                  | Bild            |
| ---------------------- | ---------------------------------------- | ------- | --------------------------------------------------------------------------------------------- | --------------- |
| Protestantische Kirche | Hauptstraße 18 Lage                      | 1803    | nachbarocker Saalbau, bezeichnet 1803, Erweiterung 1934, Architekt Peter Arnold, Rockenhausen | Fotos hochladen |
| Kriegerdenkmal         | Hauptstraße, bei Nr. 18 Lage             | 1921    | Kriegerdenkmal 1914/18 von 1921, Löwenfigur bezeichnet 1923 von Adolf Geyer                   | BW              |
| Weinbergshaus          | nördlich des Ortes; Flur Am Laubert Lage | um 1840 | Pyramidendachbau, um 1840                                                                     | BW              |